# Eduardo Mingas
Eduardo Fernando Mingas (Saurimo, 29 gennaio 1979) è un ex cestista angolano.
Alto 201 cm per 100 kg, gioca come ala grande.

## Carriera
Nella sua carriera ha giocato con Luandos Inter-Clube e Luandos Petro Atletico. Inoltre è stato selezionato per la nazionale angolana, con cui ha preso parte alle Olimpiadi 2004 e ai Mondiali 2002 e 2006.